# Chakisaurus
Chakisaurus („ještěr lamy guanako“) byl rod ornitopodního býložravého dinosaura z kladu Elasmaria, který žil v období počínající svrchní křídy (geologický stupeň cenoman až turon) na území dnešní centrální Patagonie v Argentině (provincie Río Negro).

## Objev
Fosilie byly objeveny v sedimentech významného a na nálezy bohatého geologického souvrství Huincul a představují několik nekompletních kosterních exemplářů různého stupně ontogeneze (individuálního vývoje). Jedná se o vůbec prvního zástupce ptakopánvých dinosaurů, popsaných z tohoto geologického souvrství. Celkově je pak Chakisaurus teprve desátým popsaným zástupcem bazálních (vývojově primitivních) ornitopodů z území Jižní Ameriky.
Typový druh Chakisaurus nekul byl formálně popsán v březnu roku 2024. Rodové jméno dinosaura z jazyka lidu Tehuelče odkazuje k jisté podobnosti býložravého ornitopoda a lamy guanako. Druhové jméno je odvozeno z jazyka mapudungun a znamená "rychlý" nebo "hbitý" (což je vlastnost, kterou u rodu Chakisaurus obecně předpokládáme).

## Systematické zařazení
Podle provedené fylogenetické analýzy se jedná o zástupce vývojově primitivních ornitopodů, nejblíže příbuzných rodům Morrosaurus, Mahuidacursor, Macrogryphosaurus, Kangnasaurus a Anabisetia.